# Telewizja 3D

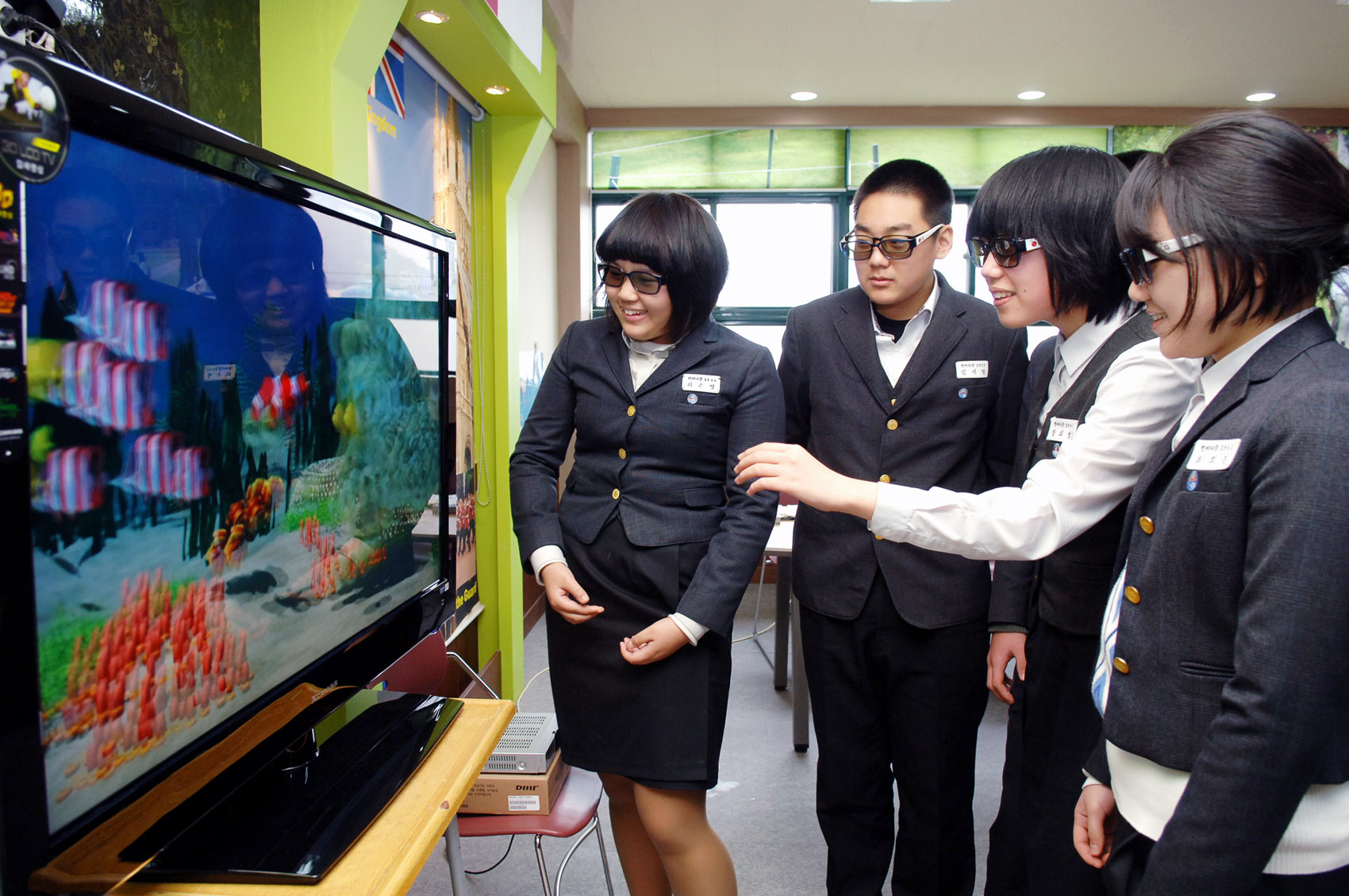
Koreańczycy oglądają telewizję 3D

Telewizja 3D (3DTV) – telewizja, która nadaje obraz trójwymiarowy i telewizory, które go wyświetlają.

## Historia
Pierwszy anaglifowy film został wyprodukowany w 1915 roku, pierwszy publiczny pokaz filmu 3D (The Power of Love) odbył się w 1922. Telewizja trójwymiarowa została zaprezentowana 10 sierpnia 1928 roku przez Johna Logie Bairda. Stacje telewizyjne nadające w 3D pojawiły się w 2009 roku. W 2010 roku trójwymiarowe telewizory zaczęły być wykorzystywane do gier wideo.
Nie licząc eksperymentów z techniką anaglifową, pierwszą transmisję 3D w Polsce przeprowadziła telewizja Canal+ 15 maja 2010. Był to mecz ekstraklasy piłki nożnej pomiędzy Wisłą Kraków i Odrą Wodzisław. W dniu 4 grudnia 2010 zadebiutował pierwszy polski kanał 3DTV o nazwie nShow 3D, uruchomiony przez platformę cyfrową n (nadawał do 15 grudnia 2011), a 17 grudnia 2010 Canal+ 3D (nadawał do 5 kwietnia 2013). Audycje 3D nadawane były również na kanałach nPremium i nPremium 2.
Od 2011 roku wyłącznie audycje 3D emitują 4 stacje spółki Astro S.A. Next Man 3D, Next Lejdis 3D, Next Young 3D i Next TV 3D. Natomiast audycje 3D jako pasma programowe nadawane są również od 7 października 2012 r. na kanale TVP HD w cyklu Strefa 3D, a od 5 kwietnia 2013 na kanale Canal+ Family 2 HD.
W 2017 r. LG oraz Sony zakończyło produkcję telewizorów 3DTV, były to ostatnie koncerny tworzące taki sprzęt.
Dnia 7 lutego 2018 r., z wyłączeniem włoskiego Sky3D, zakończono przekaz satelitarny kanałów 3D.

## Technologia

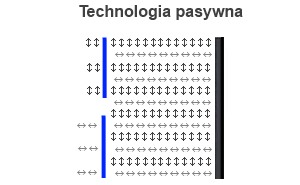
Naprzemienna polaryzacja światła w pasywnych ekranach 3D

Telewizory 3D mogą wyświetlać obraz trójwymiarowy na różne sposoby:
- z użyciem okularów anaglifowych,
- z użyciem okularów polaryzacyjnych (do każdego oka dociera obraz o innej polaryzacji)
- z użyciem okularów aktywnych (migawkowych),
- autostereoskopia, która nie wymaga okularów.